# Giải César cho phim nước ngoài hay nhất
Giải César cho phim nước ngoài hay nhất là một giải César dành cho các phim không phải của Pháp được bầu chọn là hay nhất.

## Các phim đoạt giải và các phim được đề cử

### Thập niên 1970
1976:  Scent of a Woman (Profumo di donna) – Dino Risi
- Aguirre, the Wrath of God (Aguirre, der Zorn Gottes) – Werner Herzog
- The Magic Flute (Trollflöjten) – Ingmar Bergman
- Nashville – Robert Altman

1977:  C'eravamo tanto amati – Ettore Scola
- Barry Lyndon – Stanley Kubrick
- One Flew Over the Cuckoo's Nest – Milos Forman
- Raise Ravens (Cría cuervos) – Carlos Saura

1978:  A Special Day (Una giornata particolare) – Ettore Scola
- The American Friend (Der Amerikanische Freund) – Wim Wenders
- Annie Hall – Woody Allen
- Bread and Chocolate (Pane e cioccolata) – Franco Brusati

1979:  The Tree of Wooden Clogs (L'albero degli zoccoli) – Ermanno Olmi
- Autumn Sonata (Höstsonaten) – Ingmar Bergman
- Julia – Fred Zinnemann
- A Wedding – Robert Altman

### Thập niên 1980
- 1980 - Manhattan - Woody Allen
  -  Apocalypse Now – Francis Ford Coppola
  -  Hair – Milos Forman
  -  Die Blechtrommel – Volker Schlöndorff
- 1981 - Kagemusha - Akira Kurosawa
  -  Fame – Alan Parker
  -  Kramer vs. Kramer – Robert Benton
  -  The Rose – Mark Rydell
- 1982 - The Elephant Man - David Lynch
  -  Die Fälschung – Volker Schlöndorff
  -  Raiders of the Lost Ark – Steven Spielberg
- 1983 - Victor/Victoria - Blake Edwards
  -  E.T. the Extra-Terrestrial – Steven Spielberg
  -  The French Lieutenant's Woman – Karel Reisz
  -  Yol – Serif Gören and Yilmaz Güney
- 1984 - Fanny och Alexander - Ingmar Bergman
  -  Carmen – Carlos Saura
  -  The Gods Must Be Crazy – Jamie Uys
  -  Tootsie – Sydney Pollack
- 1985 - Amadeus - Milos Forman
  -  Greystoke: The Legend of Tarzan, Lord of the Apes – Hugh Hudson
  -  Maria's Lovers – Andrei Konchalovsky
  -  Paris, Texas – Wim Wenders
- 1986 - The Purple Rose of Cairo - Woody Allen
  -  Desperately Seeking Susan – Susan Seidelman
  -  The Killing Fields – Roland Joffé
  -  Ran – Akira Kurosawa
  -  Year of the Dragon – Michael Cimino
- 1987 - Der Name der Rose - Jean-Jacques Annaud
  -  After Hours – Martin Scorsese
  -  Hannah and Her Sisters – Woody Allen
  -  The Mission – Roland Joffé
  -  Out of Africa – Sydney Pollack
- 1988 - The Last Emperor - Bernardo Bertolucci
  -  Der Himmel über Berlin – Wim Wenders 
  -  Intervista – Federico Fellini
  -  Oci ciornie (Dark Eyes) – Nikita Mikhalkov
  -  The Untouchables – Brian De Palma
- 1989 - Out of Rosenheim - Percy Adlon
  -  Bird – Clint Eastwood 
  -  Salaam Bombay! – Mira Nair
  -  Who Framed Roger Rabbit – Robert Zemeckis

### Thập niên 1990
1990:  Dangerous Liaisons – Stephen Frears
- Cinema Paradiso (Nuovo cinema Paradiso) – Giuseppe Tornatore
- Rain Man – Barry Levinson
- sex, lies and videotape – Steven Soderbergh
- Time of the Gypsies (Dom za vesanje) – Emir Kusturica

1991:  Dead Poets Society – Peter Weir
- Goodfellas – Martin Scorsese
- Pretty Woman – Garry Marshall
- Taxi Blues (Taksi-Blyuz) – Pavel Lungin
- Tie Me Up! Tie Me Down! (¡Átame!) – Pedro Almodóvar

1992:  Toto the Hero (Toto le héros) – Jaco van Dormael
- Alice – Woody Allen
- Close to Eden (Urga) – Nikita Mikhalkov
- Dances with Wolves – Kevin Costner
- The Silence of the Lambs – Jonathan Demme
- Thelma & Louise – Ridley Scott

1993:  High Heels (Tacones lejanos) – Pedro Almodóvar
- Howards End – James Ivory
- Husbands and Wives – Woody Allen
- The Lover (L'amant) – Jean-Jacques Annaud
- The Player – Robert Altman

1994:  The Piano – Jane Campion
- Farewell My Concubine (Ba wang bie ji) – Kaige Chen
- Manhattan Murder Mystery – Woody Allen
- Raining Stones – Ken Loach
- The Snapper – Stephen Frears

1995:  Four Weddings and a Funeral – Mike Newell
- Pulp Fiction – Quentin Tarantino
- Schindler's List – Steven Spielberg
- Short Cuts – Robert Altman
- Dear Diary (Caro diario) – Nanni Moretti

1996:  Land and Freedom – Ken Loach
- The Bridges of Madison County – Clint Eastwood
- The Usual Suspects – Bryan Singer
- Smoke – Paul Auster và Wayne Wang
- Underground – Emir Kusturica

1997:  Breaking the Waves – Lars von Trier
- Fargo – Joel Coen
- The Promise (La promesse) – Luc Dardenne Jean-Pierre Dardenne
- Secrets & Lies – Mike Leigh

1998:  Brassed Off – Mark Herman
- / The English Patient – Anthony Minghella
- Everyone Says I Love You – Woody Allen
- Fireworks (Hana-bi) – Takeshi Kitano
- The Full Monty – Peter Cattaneo

1999:  Life is Beautiful (La vita è bella) – Roberto Benigni
- The Celebration (Festen) – Thomas Vinterberg
- Central Station (Central do Brasil) – Walter Salles
- Saving Private Ryan – Steven Spielberg
- Titanic – James Cameron

### Thập niên 2000
2000:  All About My Mother (Todo sobre mi madre) – Pedro Almodóvar
- Being John Malkovich – Spike Jonze
- Eyes Wide Shut – Stanley Kubrick
- The Thin Red Line – Terrence Malick
- Ghost Dog: The Way of the Samurai – Jim Jarmusch

2001:  In the Mood for Love (Fa yeung nin wa) – Kar Wai Wong
- American Beauty – Sam Mendes
- Billy Elliot – Stephen Daldry
- Dancer in the Dark – Lars von Trier
- Yi yi: A One and a Two... (Yi yi) – Edward Yang

2002:  Mulholland Drive – David Lynch
- The Man Who Wasn't There – Joel Coen
- Moulin Rouge! – Baz Luhrmann
- Traffic – Steven Soderbergh
- The Son's Room (La stanza del figlio) – Nanni Moretti

2003:  Bowling for Columbine – Michael Moore
- Minority Report – Steven Spielberg
- Ocean's Eleven – Steven Soderbergh
- Painted Fire (Chihwaseon) – Kwon-taek Im
- Spirited Away (Sen to Chihiro no kamikakushi) – Hayao Miyazaki

2004:  Mystic River – Clint Eastwood
- Gangs of New York – Martin Scorsese
- The Hours – Stephen Daldry
- Elephant – Gus Van Sant
- The Return (Vozvrashcheniye) – Andrei Zvyagintsev

2005:  Lost in Translation – Sofia Coppola
- 21 Grams – Alejandro González Iñárritu
- Eternal Sunshine of the Spotless Mind – Michel Gondry
- Fahrenheit 9/11 – Michael Moore
- The Motorcycle Diaries (Diarios de motocicleta) – Walter Salles

2006:  Million Dollar Baby – Clint Eastwood
- A History of Violence – David Cronenberg
- Match Point – Woody Allen
- The Sea Inside (Mar adentro) – Alejandro Amenábar
- Walk on Water – Eytan Fox

2007:  Little Miss Sunshine – Jonathan Dayton và Valerie Faris
- Babel – Alejandro González Iñárritu
- Brokeback Mountain – Ang Lee
- To Return (Volver) – Pedro Almodóvar
- The Queen – Stephen Frears

2008:  The Lives of Other (Das Leben der Anderen) – Florian Henckel von Donnersmarck
- 4 Months, 3 Weeks and 2 Days (4 luni, 3 săptămâni şi 2 zile) – Cristian Mungiu
- Eastern Promises – David Cronenberg
- The Edge of Heaven (Auf der anderen Seite) – Fatih Akin
- We Own the Night – James Gray

2009: Waltz With Bashir-Ari Folman
- Into The Wild-Sean Penn
- There Will Be Blood-Paul Thomas Anderson
- Gomorra-Matteo Garrone
- Two Lovers-James Gray
- Eldorado-Bouli Lanners
- The Silence of Lorna (Le silence de Lorna)-Jean-Pierre Dardenne và Luc Dardenne(Dardenne brothers)

Adapted from the article César Award for Best Foreign Film, from Wikinfo, licensed under the GNU Free Documentation License.